# Jan Děd
Jan Děd (16. května 1894 – 1976) byl český a československý politik, člen Československé strany národně socialistické, za kterou byl po válce poslancem Prozatímního a Ústavodárného Národního shromáždění.

## Biografie
Profesí byl obchodníkem se suknem. Byl činný v plzeňském živnostenském hnutí a v tamní městské samosprávě. Za druhé světové války byl vězněn. Krátce po osvobození usedl do výboru národně socialistické strany v Plzni. V září 1945 byl pak zvolen na krajské konferenci strany náměstkem krajského důvěrníka ČSNS Augustina Šípa. Stal se též členem obchodní komory.
V letech 1945–1946 byl poslancem Prozatímního Národního shromáždění za národní socialisty, respektive za Ústřední svaz obchodu. Mandát obhájil v parlamentních volbách v roce 1946 a stal se poslancem Ústavodárného Národního shromáždění.
V parlamentních volbách v roce 1948 se vzdal kandidatury.